# ヒュー・ホッパー
ヒュー・ホッパー（Hugh Hopper、本名：Hugh Colin Hopper、 1945年4月29日 - 2009年6月7日） は、イギリス・カンタベリー出身のミュージシャン。
元ソフト・マシーンのベーシストとして知られる。

## 経歴

### 初期の活動
1963年、デヴィッド・アレン・トリオのベーシストとして音楽キャリアをスタート（ドラマーはロバート・ワイアット）。この頃からホッパーは、フリージャズとリズム・アンド・ブルースの間を行ったり来たりするような音楽性を嗜好した。
1964年、兄のブライアン・ホッパー、ロバート・ワイアット、ケヴィン・エアーズ、リチャード・シンクレアらと、ポップ・ミュージックのグループ、ワイルド・フラワーズを結成。しかしながらレコード等でその音源は発表されなかった（30年後に編集盤が発表された）。ワイルド・フラワーズはカンタベリー・シーンの創始者と認められており、2つの最も重要なグループ、ソフト・マシーンとキャラヴァンを産むこととなった。

### ソフト・マシーン時代（1968年 - 1973年）
最初はソフト・マシーンではローディーを担当していたが、1968年にケヴィン・エアーズが脱退し、後任として2枚目のアルバム『ヴォリューム2』の制作からバンドに参加・加入する。ファズをきかせた攻撃的なベースサウンドと豊かな作曲力でバンドの黄金期を支えた。1972年にはソロとしてアルバム『1984』を発表。ソフト・マシーンは1973年、アルバム『6』発表後に脱退。

### ソフト・マシーン脱退以降
以降、ソロ活動をはじめ、ソフト・ヒープやソフト・ワークス（後のソフト・マシーン・レガシー）などのバンドで活動した。1995年、クレイマーらとともに来日公演を行っているが、その際の告知のチラシなどに記載された名義はゴングであった。事前にアナウンスされたデヴィッド・アレンが出国出来なかったため来日せず、「これをゴングと呼ぶのはどうか？」という声もあったものの、ライブでヒュー・ホッパーがソフト・マシーン時代の曲を見事に披露してファンを唸らせ、不満を封殺した。
2008年6月に白血病と診断され、2009年にクリスティーン・ジャネットと結婚式を挙げるが、それから2日後の6月7日に亡くなった。

## ディスコグラフィ

### ソロ・アルバム
- 『1984』 - 1984 (1973年)
- 『ホッパー・チューニティ・ボックス』 - Hopper Tunity Box (1976年)
- Monster Band (1979年) ※1974年録音
- Alive! (1987年)
- Meccano Pelorus (1990年)
- Hugh Hopper and Odd Friends (1993年) ※EP。1984年録音
- Hooligan Romantics (1994年)
- Carousel (1994年)
- Best Soft (1996年) ※コンピレーション
- Parabolic Versions (2000年) ※コンピレーション
- Jazzloops (2003年) ※コンピレーション
- The Gift Of Purpose (2008年) ※Boneによるライブ・アルバム
- Volume 1: Memories (2014年) ※アーカイブ・コレクション
- Volume 2: Frangloband (2014年) ※2004年、パリ、トリトン・クラブでのライブ
- Volume 3: North & South (2014年) ※1995年、アバディーンでのマイク・トラヴィスとのライブ
- Volume 4: Four by Hugh by Four (2014年) ※2000年、アムステルダム、Bimhuisでのライブ
- Volume 5: Heart to Heart (2014年) ※2007年、アムステルダムでのフィル・ミラーとのライブ
- Volume 6: Special Friends (2014年) ※1992年-1995年、ショート・ウェーブのライブ
- Volume 7: Soft Boundaries (2014年) ※2005、パリ、トリトン・クラブでのライブ
- Volume 8: Bass On Top (2014年) ※2007年、イスラエルでのスタジオ録音
- Volume 9: Anatomy of Facelift (2015年) ※1969年-1971年、ソフト・マシーンによる「Facelift」の演奏5種
- Volume 10: Was A Friend (2015年) ※さまざまな一度限りのコラボレーション集

### コラボレーション・アルバム
- ホッパー・ディーン・ティペット・ギャリヴァン: 『クルエル・バット・フェア』 - Cruel But Fair (1976年)
- ホッパー・ディーン・ティペット・ギャリヴァン: 『マーシー・ダッシュ』 - Mercy Dash (1985年) ※1977年録音
- ソフト・ヘッド: 『ローグ・エレメント』 - Rogue Element (1978年)
- ソフト・ヒープ: 『ソフト・ヒープ』 - Soft Heap (1979年)
- ソフト・ヒープ: 『アルデンテ』 - Al Dente (1979年) ※ライブ・アルバム
- ヒュー・ホッパー&アラン・ゴーウェン: 『トゥー・レインボウズ・デイリー』 - Two Rainbows Daily (1980年)
- ヒュー・ホッパー&アラン・ゴーウェン: Bracknell-Bresse Improvisations (1996年) ※1980年録音
- ヒュー・ホッパー&リチャード・シンクレア: 『フランスの何処かで』 - Somewhere in France (1996年) ※1983年録音
- ショート・ウェーヴ: 『ショート・ウェーヴ・ライヴ』 - Short Wave Live (1993年)
- ヒュー・ホッパー&クレイマー: A Remark Hugh Made (1994年)
- ヒュー・ホッパー&マーク・ヒウィンズ: Adreamor (1995年)
- MASHU： Elephants in your head? (1996年)
- ヒュー・ホッパー&クレイマー: 『HUGE』 - Huge (1997年)
- ヒュー・ホッパー&リサ・クロスナー: 『ディファレント』 - Different (1998年)
- ホッパー・ディーン・ナイト・クラーク『ザ・マインド・イン・ザ・トゥリーズ』 - The Mind in the Trees (2003年) ※1998年録音
- ヒュー・ホッパー&リサ・クロスナー: 『クリプティッズ』 - Cryptids (2000年)
- ホッパー・ポンスフォード・ナイト・クラーク: The Swimmer (2005年) ※2000年録音
- Hugh Hopper & Micaël Gidon: Flight'n Shade (2002年)
- Hugh Hopper & Julian Whitfield: In a Dubious Manner (2003年)
- ヒュー・ホッパー (コミック担当、Matt Howarth): The Stolen Hour (2004年)
- ブレインヴィル: Live in the UK (2004年)
- ホッパー・ピカード・フランクリン・ヘイワード: 『第一章（ラスト・アルバム）』 - Numero D'Vol (2007年)
- Humi: Dune (2008年)
- Hugh Hopper & Honey Ride Me A Goat: Goat Hopper (2008年)

### ソフト・マシーン
※「ソフト・マシーン#ディスコグラフィ」を参照